# Villeneuve-Saint-Germain
Villeneuve-Saint-Germain är en kommun i departementet Aisne i regionen Hauts-de-France i norra Frankrike. Kommunen ligger  i kantonen Soissons-Nord som ligger i arrondissementet Soissons. År 2022 hade Villeneuve-Saint-Germain 2 585 invånare.

## Befolkningsutveckling
Antalet invånare i kommunen Villeneuve-Saint-Germain
Referens: INSEE